# Rezerwat przyrody Cisy nad Liswartą
Rezerwat przyrody Cisy nad Liswartą – rezerwat leśny znajdujący się w pobliżu przysiółka Łęg i wsi Łebki w gminie Herby. Został utworzony w 1957 roku na powierzchni 21,85 ha. W 2016 roku powiększono go do 53,98 ha. Obszar rezerwatu podlega ochronie czynnej.

## Flora
Znajduje się na terenie Parku Krajobrazowego Lasy nad Górną Liswartą (jeden z pięciu na tym terenie) oraz obszaru Natura 2000 Łęgi w Lasach nad Liswartą. Chroni stanowiska cisa pospolitego (około 600 sztuk w wieku do 200 lat) w przystrumykowym łęgu jesionowo-olszowym i borze bagiennym o charakterze naturalnym. Najokazalsze cisy osiągają wysokość do 10,5 metra i pierśnicę do 26,2 cm. Oprócz form piennych część okazów ma postać płożącą lub krzaczastą. Oprócz tego rosną tam m.in. jesion wyniosły, klon jawor i brzoza omszona, a także znajdują się tam stanowiska co najmniej 17 gatunków roślin chronionych, m.in. wawrzynek wilczełyko, bluszcz pospolity, wroniec widlasty, widłak goździsty, widłak jałowcowaty, kukułka Fuchsa, kukułka szerokolistna, a także osiągające północną granicę swego zasięgu: liczydło górskie, starzec kędzierzawy i ciemiężyca zielona.
W bardzo zróżnicowanym podszycie występuje m.in. czeremcha zwyczajna i kruszyna pospolita, a w bogatym runie m.in. zawilec gajowy, gajowiec żółty, tojeść pospolita, przytulia błotna, pokrzywa zwyczajna, niecierpek pospolity, szczawik zajęczy, jaskier rozłogowy i śledziennica skrętolistna. Z mchów w rezerwacie rośnie m.in. mokradłosz kończysty.

## Fauna
Z ptaków dominują gatunki pospolite, m.in. grzywacz, puszczyk, sikora bogatka i dzięcioł czarny. Ssaki reprezentują m.in.: dzik, sarna, jeleń, lis, jenot i kuna leśna. 

## Turystyka
Przez rezerwat jest poprowadzona ścieżka przyrodniczo-dydaktyczna „Cisy nad Liswartą”, składająca się z siedmiu przystanków. Rezerwat znajduje się przy ścieżce rowerowej koloru błękitnego i drodze łączącej Łebki z Taniną, w pobliżu wyraźnego zakrętu na zachód.